# Hysteropterum severini
Hysteropterum severini är en insektsart som beskrevs av Caldwell och DeLong 1848. Hysteropterum severini ingår i släktet Hysteropterum och familjen sköldstritar. Inga underarter finns listade i Catalogue of Life.